# Physiologische Zellregeneration
Als physiologische Zell-Regeneration bezeichnet man das Ersetzen abgestorbener biologischer Zellen durch neue. Das Verhältnis von neu entstehenden Zellen zu untergehenden Zellen variiert im Organismus im Laufe der Zeit. Die Erneuerungsrate liegt zwischen zwei Tagen bei Dünndarm- und acht Jahren bei Fettzellen.
Bei jungen Individuen dominiert die Entstehung neuer Zellen gegenüber dem Abbau alter. Die Folge sind Wachstum sowie Differenzierung von neuen Organ- und Gewebesystemen. Im adulten Organismus verlagert sich das Verhältnis zu einer feinjustierten Balance zwischen neu entstehenden und sterbenden Zellen.
Man unterscheidet drei verschiedene Formen der Regeneration:
- Einmalige Regeneration bezeichnet den Ersatz des Milchgebisses.
- Zyklische Regeneration liegt im Falle des Menstruationszyklus vor. Hier wird durch hormonelle Steuerung die Uterusschleimhaut monatlich erneuert.
- Permanente Regeneration liegt bei den meisten Zellformen vor. Im Darmepithel werden kontinuierlich Zellen (Lebensdauer ca. eine Woche) in das Lumen abgegeben, dort verdaut und resorbiert. Rote Blutkörperchen (Erythrozyten) werden durchschnittlich in einem Zeitraum von 120 Tagen komplett ersetzt. Auch die Haut wird permanent von neuen Zellen ersetzt.

Ausgangspunkt der Zellproliferation sind in der Regel Stammzellen, welche undifferenzierte Zellformen mit geringen Teilungsraten darstellen. Erst ihre hervorgehenden Tochterzellen weisen erhöhte Mitoseaktivität auf und entwickeln sich im Laufe ihrer Teilungen zu den spezifischen Zelltypen (Epithelzellen, Skelettmuskelzellen, Spermienzellen …). Im Falle des Darmepithels werden die Stammzellen als Kryptenzellen bezeichnet, bei Epithelien im Allgemeinen als Basalzellen, bei der Skelettmuskulatur handelt es sich um Satellitenzellen. Die Stammzellen teilungsaktiver Gewebe (Spermatogonien im Hodentubulus) sind besonders sensibel gegenüber ionisierender Strahlung, welche schädigende Wirkung auf die DNA der Zellen haben. Dies führt bei längerer Exposition zum Funktionsverlust des Gewebes (Infertilität).